# Anna Sommer
Pour les articles homonymes, voir Sommer.
Anna Sommer, née le 13 mai 1968 à Aarau, est une illustratrice et dessinatrice de bande dessinée suisse. Elle travaille régulièrement pour des journaux tels que Annabelle (magazine féminin suisse-allemand), Vibrations (magazine musical francophone), Strapazin (revue de bande dessinée suisse), L'Imbécile, etc. Elle vit et travaille actuellement à Zurich.

## Biographie
Anna Sommer est née en 1968 en suisse alémanique. Sa mère est professeur de dessin et a enseigné aussi la musique, son père est fourreur puis ouvrier,. Elle suit le cursus de base des Beaux-Arts de Zürich et effectue un apprentissage en graphisme,. Anna Sommer arrive à la bande dessinée presque par hasard : « étant enfant j’ai lu évidemment des Tintin et des livres de Wilhelm Busch, qui semblaient importants pour ma formation de BD. Ensuite je n’ai plus lu de BD pendant des années ».
Ses liens professionnels avec les éditeurs de Suisse francophone remontent à 1989, lorsque Frédéric Pajak reproduit l’une de ses gravures dans un agenda culturel. Les dessins d’Anna Sommer sont publiés aussi  dans les pages d'un magazine musical suisse francophone, Vibrations, puis dans d'autres périodiques (tel le magazine Strapazin, fondé en 1984 à Zurich),. C’est en 1996 que paraît la première BD d'Anna Sommer intitulée Damen Dramen, publiée en allemand, puis en français sous le titre de Remue-Ménage,. Remue-Ménage/Damen Dramen, est nommé en 1997 au prix coup de cœur d’Angoulême. Anna Sommer devient illustratrice et auteur de bande dessinée indépendante.
Son deuxième livre Honigmond (1998), « une histoire amère-méchante en collage sur les dérives d’une nuit de noces » est vite épuisé,. Réalisé par Anna Sommer en utiliant des papiers découpés, imprimé en sérigraphie, sa fabrication est délicate et les tirages ont été limités.
Par la suite, Anna Sommer s’établit comme illustratrice et dessinatrice de bande dessinée. Le festival de bande dessinée Fumetto lui propose une première exposition personnelle, car « elle fait partie des mythomanes les plus fortiches de la scène de la BD progressive ». Elle vit à Zurich avec Noyau, dessinateur suisse romand, de son vrai nom Yves Nussbaum.
Un livre autobiographique Tout peut arriver, sous forme de bande dessinée, paraît en 2007. Dans cet ouvrage, Anna Sommer ne change pas de nom, tout comme l’ensemble des autres personnages qui portent leur véritable nom. Le livre est qualifié de « très amusant » par certains journalistes. Ils relèvent que « c’est surtout l’aisance graphique qui fait qu’on aime beaucoup regarder ce livre » et ajoutent « la qualité élevée de son histoire ne vient pas seulement des ruptures subtiles qui mènent du début jusqu’au bout de l’histoire. ». Elle a créé, avec ses dessins noir et blanc, « une petite perle de BD ». Cet album de bande dessinée autobiographique peut faire songer à Marjane Satrapi ou Riad Sattouf.
En 2010, elle publie une commande, Julie ist wieder da !. L’histoire raconte celle d’une fille qui est atteinte d’une leucémie. En 2003, Sommer avait déjà publié un ouvrage sur le même thème, intitulé Eugen und der freche Wicht. Ce livre pour enfants a pour sujet les tumeurs du cerveau.
Depuis les années 1990, Anna Sommer travaille régulièrement comme illustratrice entre autres pour plusieurs journaux : NZZ Folio, Die Zeit, Libération, WOZ et Strapazin.
Elle est l'invitée d'honneur du festival BD-Fil en 2017, du Festival international de bande dessinée de Lausanne en 2017 et réalise l'affiche du festival. Pour une exposition au Cartoonmuseum de Bâle en 2009, Anna Sommer et son compagnon Noyau réalisent les dessins ultérieurement repris dans un album intitulé L'Œuf et édité par Actes du Sud, un album dont on, ne sait pas s'il est destiné aux jeunes ou aux adultes.

## Style
« La motivation pour dessiner, c’était toujours de raconter des histoires. Même dans des images isolées j’ai toujours raconté des histoires » raconte Anna Sommer sur son travail. Pour cela elle utilise des techniques différentes : au début elle dessine surtout en noir et blanc, en encre de chine, ce qui « se prête mieux pour raconter vite » ; mais elle a utilisé aussi des « collages pop » sans phylactère, avec du papier découpé en utilisant un couteau à lame rétractable et de la colle en aérosol. Elle travaille également avec la pointe sèche. « Le langage visuel atypique, loin du modèle BD, est une des raisons pourquoi Anna Sommer plait aussi aux lecteurs et aux lectrices qui ne s’intéressent normalement pas à la BD ».
Anna Sommer, apprécie elle-même particulièrement « les BDs intimes de Julie Doucet, Chester Brown ou David B » ainsi que l'écrivaine d'origine hongroise Agota Kristof ou le romancier Emmanuel Bove. Mais aussi des œuvres comme Effi Briest ou Madame Bovary.

## Publications en français

### Bande dessinée
- Remue-ménage [« Damen Dramen »] (trad. de l'allemand), Paris, L'Association, coll. « Ciboulette », 1996 (ISBN 978-2-909020-67-9).
- Tout peut arriver (préf. Frédéric Pajak), Paris, Buchet-Chastel, coll. « Les Cahiers dessinés / BD », 2009 (ISBN 978-2-283-02362-4).
- L'Œuf (avec Noyau), Arles, Actes Sud, coll. « Actes Sud BD », 2014 (ISBN 978-2-330-01287-8).
- L'Inconnu [« Das Unbekannte »] (trad. de l'allemand par Noyau, préf. Antoine Duplan), Paris, Les Cahiers dessinés, 2017 (ISBN 979-10-90875-58-6). Sélection officielle du festival d'Angoulême 2018.
- L'encre, Bruxelles, FRMK, 2023  (ISBN 9782390220428)

### Illustration de roman
- John Fante (trad. de l'anglais par Brice Matthieussent), Rêves de Bunker Hill [« Dreams from Bunker Hill »], Essertines-sur-Rolle, Demoures, 1999, 155 p. (ISBN 978-2-940244-07-2).
- Breda M. Spaight (trad. de l'anglais par Pierre Furlan), Dieu était sur le mur [« God on the wall »], Essertines-sur-Rolle, Demoures, 2001, 209 p. (ISBN 978-2-940244-15-7).

### Recueil d'illustrations
- Amourettes (préf. Milena Moser), Paris, Buchet-Chastel, coll. « Les Cahiers dessinés », 2002, 157 p. (ISBN 978-2-283-01909-2).
- Baies des bois, Paris, United Dead Artists, 2002 (ISBN 978-3-907055-64-9).
- Les Grandes Filles (préf. Anette Gehrig), Paris, Les Cahiers dessinés, 2015 (ISBN 979-10-90875-31-9).
- Chambre d’amies, Paris, Les Cahiers dessinées, 2023  (ISBN 978-2-493188-19-9)

## Expositions personnelles (sélection)
- Goldenes Kalb, Aarau, 1993
- Galerie XS, Bâle, 1995
- Papiers Gras, Genève, 1998 (avec Martin tom Dieck)
- Fumetto, Lucerne, 1999
- Comixshop, Bâle, 1999
- Galerie Martine Gossieaux, Paris, 2003
- Galerie Espace Saint-François, Lausanne, 2002 (avec Yves Nussbaum)
- Galerie Hauptmann & Kampa, Zurich, 2005 (avec Noyau)
- Fumetto, Luzern, 2007
- Cartoonmuseum, Basel, 2009 (mit Noyau)
- BD-Fil, Lausanne, 2017
- Galerie Papiers Gras, Genève, 2017 (y compris au festival Les Creatives)
- Never Stop Reading, Zürich, 2018
- Comic Festival Fumetto, Luzern, 2018 (résidence artistique à l'Hôtel Schweizerhof)
- Galerie Martel, Paris, 2023

## Distinctions
- 1997 : Prix d’humour du Festival de la bande dessinée de Sierre pour Damen Dramen (Remue-ménage)
- 2006 : « Werkjahr Comics » de la Ville de Zurich
- 2018 : bourse de bande dessinée de l'État suisse à l'occasion du festival Fumetto
- 2024 : prix Max et Moritz du meilleur auteur germanophone remis au festival d'Erlangen